# Nonyma insularis
Nonyma insularis là một loài bọ cánh cứng trong họ Cerambycidae.